# Casadiella

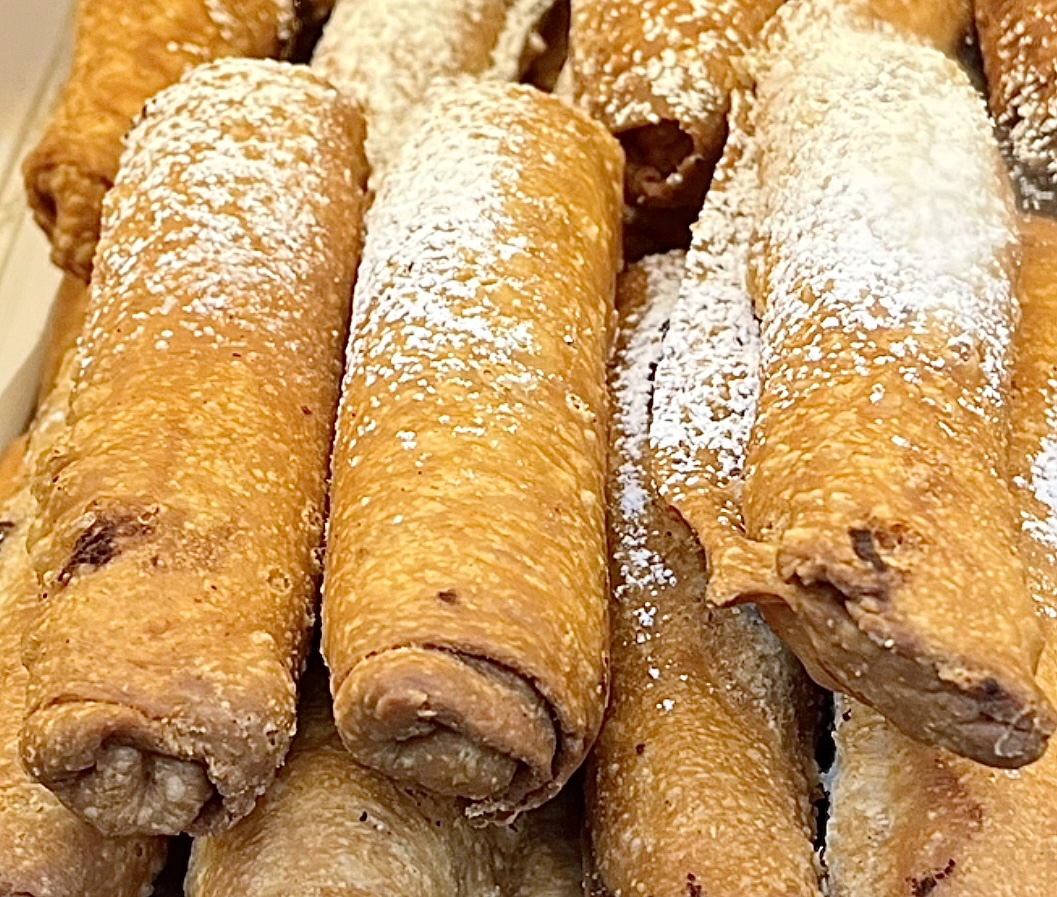
Casadiellas

Casadiella é um doce típico da região das Astúrias, na Espanha. 
Consiste numa espécie de pastel preparado com massa de farinha de trigo ou de milho, aromatizada com anis. É recheado com nozes e/ou avelãs, açúcar e é frito. Ao servir, a sua superfície é polvilhada com açúcar. É normalmente servido como sobremesa.

## Características
A receita da preparação da massa varia um pouco, dependendo da zona das Astúrias. Algumas, incluem vinho, outras anis, etc. Na sua forma final, apresenta o aspecto de um canudo ou tubo de cerca de 10 cm de comprimento, com as extremidades fechadas, para que não saia o conteúdo do seu interior. Existem variantes em forma de meia lua, sendo normalmente usado em qualquer dos casos um garfo para fechar as extremidades.